# Conus rattus
Conus rattus, tên tiếng Anh: rat cone, là một loài ốc biển, là động vật thân mềm chân bụng sống ở biển trong họ Conidae, họ ốc cối.
Giống như tất cả các loài thuộc chi Conus, chúng là loài săn mồi và có nọc độc. Chúng có khả năng "đốt" con người, do vậy khi cầm chúng phải hết sức cẩn thận.

## Hình ảnh

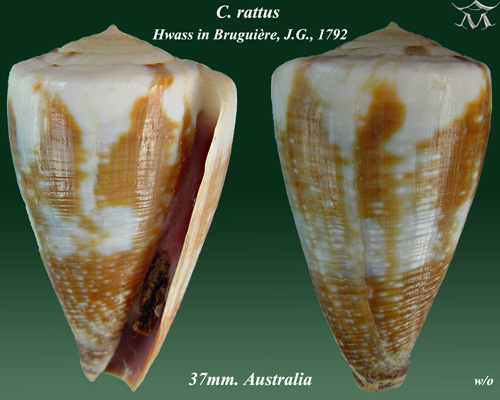
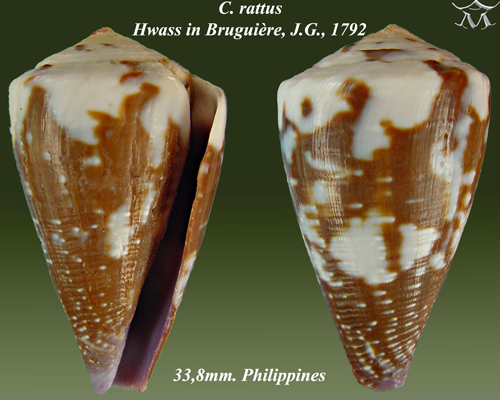
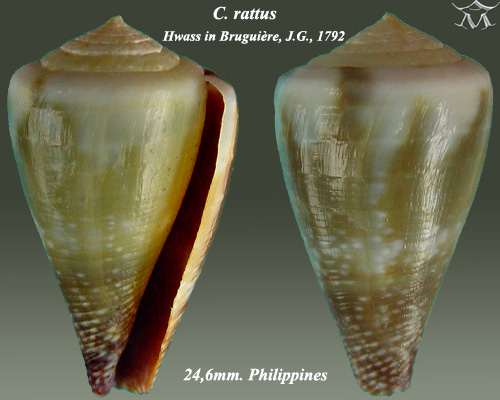
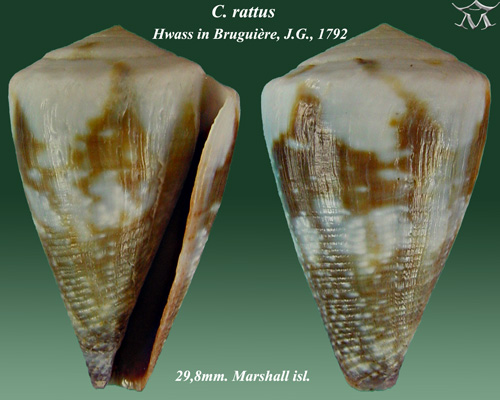

## Miêu tả
Mean size 12.3 mm. Typically được tìm thấy ở water with a depth of 0 to -6,737 mét (0 to -22,103 foot).